# Воронцов Олександр Романович
Олекса́ндр Рома́нович Воронцо́в (рос. Алекса́ндр Рома́нович Воронцо́в; 4 (15) вересня 1741 — 3 (15) грудня 1805) — російський державний діяч, дипломат. Канцлер Російської імперії (1802—1805), міністр закордонних справ (1802—1804). Представник москвинського роду Воронцових. Народився у Санкт-Петербурзі, Росія. Син Романа Воронцова і Марфи Сурміної. Граф (з 1760). Російський посол у Священній Римській імперії (1761) і Великій Британії (1762—1764). Президент Комерц-колегії (1773—1794), сенатор (1779). Був противником абсолютизму, виступав за колегіальне управління країною. Наприкінці правління Катерини ІІ покинув службу (1794), зайнявся вивченням російської історії, зібрав велику колекцію рукописів і стародруків у своєму Андріївському маєтку. З інтронізацією Олександра І повернувся у політику. Входив до числа членів Неодмінної ради царя (1801—1805). Проводив політику на зближення Росії з Британією і Австрією, сприяв розриву із наполеонівською Францією. Кавалер орденів Олександра Невського (1781), Володимира (1782), Андрія Первозванного (1801).  Помер у Андріївському, Росія.

## Біографія

### Молоді роки
Олександр Воронцов народився 4 (15) вересня 1741 року в Санкт-Петербурзі, в родині Романа Воронцова і Марфи Сурміної. Хлопця виховували у будинку  дядька Михайла Воронцова.
У віці 15 років Воронцов  почав службу в лейб-гвардії Ізмайловському полку. У 17 років він виїхав на навчання до Парижа, до Версальської рейтарської школи. Там Ворноцов отримав різносторонню освіту і познайомився з багатьма діячами Франції. Він зустрічався і листувався з Вольтером, був автором перших друкованих видань його філософських повістей російською мовою. 
Побувавши в Мадриді, Воронцов склав для свого дядька опис іспанського управління. 1760 року він отримав спадковий титул графа.
1761 року Воронцов поступив на дипломатичну службу, ставши повіреним у справах Росії в Відні. У грудні ж року імператор Петро III надав йому чин дійсного камергера. У 1762—1764 роках Воронцов був повноважним міністром в Англії, а потім в Голландії. 

### Голова Комерц-колегії
Після повернення до Росії в 1773 році його призначили президентом Комерц-колегії. Він очолював це відомство протягом 20 років, заслуживши репутацією досвідченого державного діяча. 
До думки Воронцова прислухалася сама імператриця Катерина ІІ. 1779 року вона призначила графа сенатором, а 1787 року постановила членом своє Ради.
Воронцов брав участь в укладанні договорів про торгівлю з Курляндією (1783), Францією (1786), Неаполітанським королівством (1787) і Португалією (1787). 
1790 року він підписував Верельський мирний договір зі Швецією, а 1792 року — Ясський мирний договір із Османською імперією.
Подібно до більшості тогочасних російських дворян Воронцов був прихильником колегіального управління країною, перебував у опозиції до абсолютизму. Це викликало невдоволення частини придворних і Катерини ІІ. Воронцов засуджував розкіш двору і домагався скорочення ввезення в країну дорогих тканин і вин.
Близькі стосунки по службі і поглядах пов'язували Воронцова з Германом Далем і Олександром Радищевим. Після арешту і висилки останнього граф підтримував з ним контакти і допомагав його сім'ї.
1794 року, наприкінці правління Катерини ІІ, Воронцов подав у відставку й оселився у своєму маєтку Андріївське у Володимирській губернії. Відійшовши від політики, граф зайнявся вивченням історії. Він зібрав велику бібліотеку російських і іноземних книг, документів, рукописів. Паралельно Воронцов підтримував особисте і службове листування щодо питань політики, економіки та культури.

### Міністр і канцлер

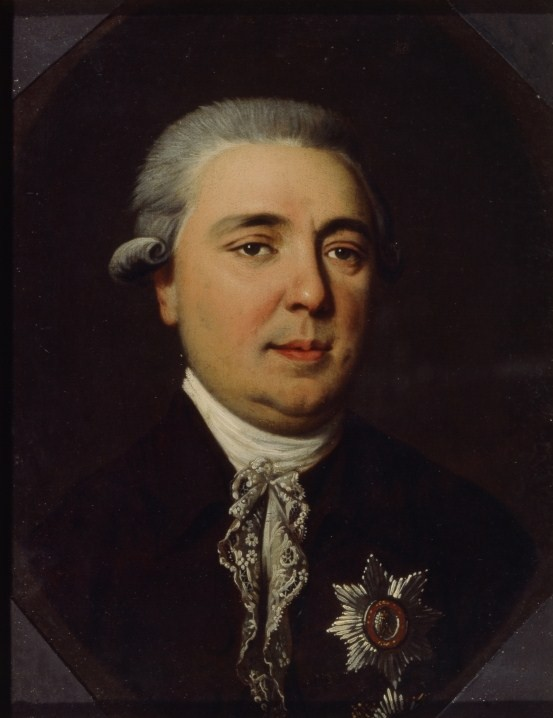
Портрет Воронцова (1784, Й. Шмідт)

Після вбивства царя Павла І й інтронізації його сина Олександра І серед російського дворянства з'явилися надії на перетворення Росії на конституційну монархію. У зв'язку з цим, в березні 1801 року, Воронцов повернувся на державну службу.
У своїй доповідній записці імператору «Примітки на деякі статті, що стосуються до Росії» граф критикував царювання Катерини ІІ і її сина Павла I.
Воронцов став членом Неодмінного ради, брав участь в реформуванні Сенату, створення міністерств, а у вересні 1802 року був призначений на посаду державного канцлера.
На посту канцлера і міністра закордонних справ Воронцов керував усією дипломатією Російської імперії. Він проводив політику на зближення Росії з Британією і Австрією, відповідав за розрив відносин з наполеонівською Францією.
У лютому 1804 р внаслідок хвороби Воронцов вийшов у відставку й повернувся до Андріївського маєтку. Формально він зберіг за собою управління дипломатичним відомством.
Влітку 1805 року канцлер приступив до написання мемуарів, але смерть перервала роботу над ними. Воронцов помер у своєму садибному будинку  в Андріївському 3 (15) грудня 1805 року. Його поховали у місцевій церкві святого Андрія Первозванного.

## Нагороди
- Орден святого Олександра Невського (1781)[1]
- Орден святого Володимира (1782 — І ступінь)[1]
- Орден святого Андрія Первозванного (1801)[1]